# Hamburgische Staatsoper

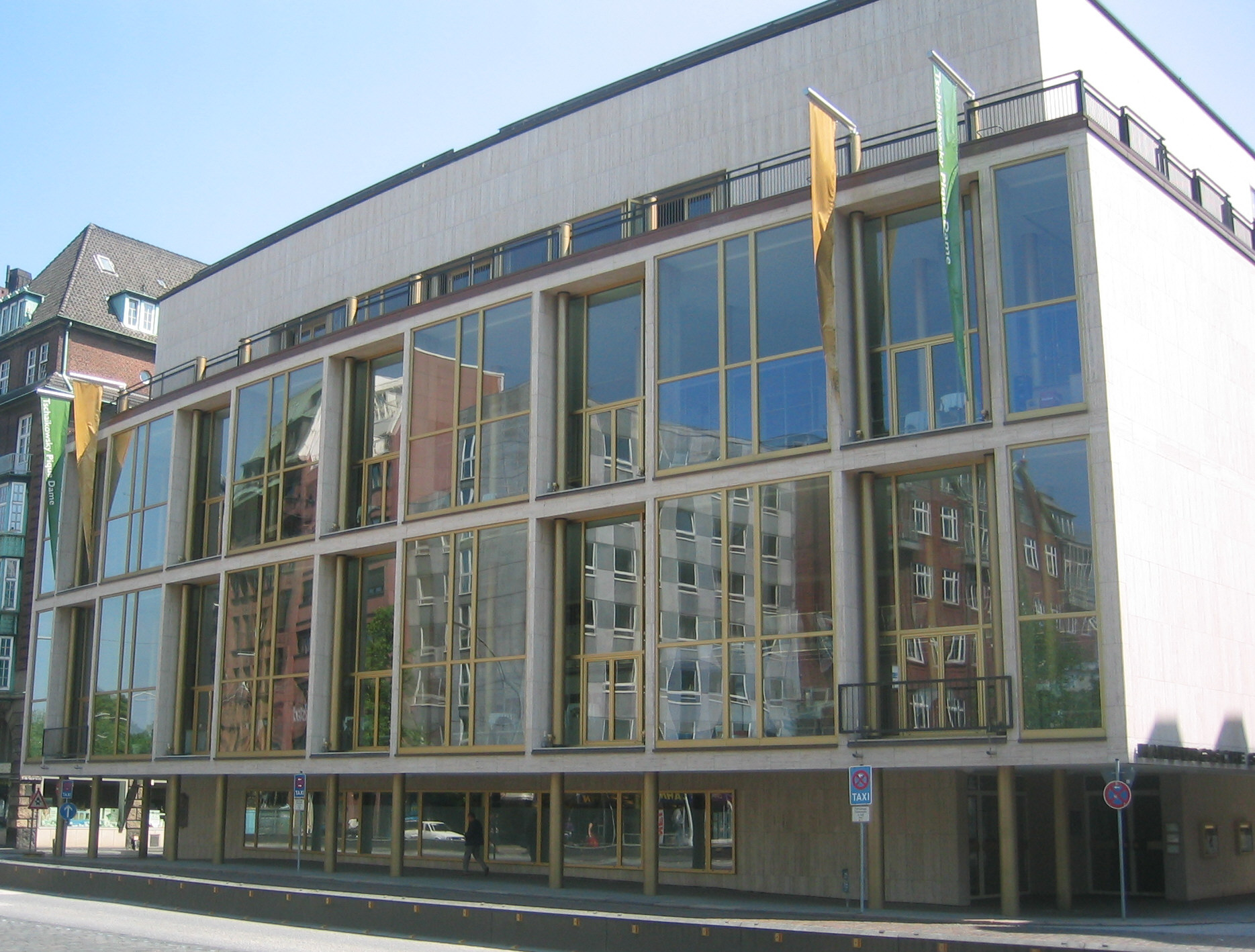
De Hamburgische Staatsoper

De Hamburgische Staatsoper (ook: Hamburger Staatsoper), de staatsopera van Hamburg, met zijn orkest de Philharmoniker Hamburg (eertijds: Philharmonisches Staatsorchester Hamburg) is een van de beroemdste operahuizen ter wereld. Zijn geschiedenis gaat meer dan 300 jaar terug.

## Geschiedenis

### Het eerste operagebouw: de Oper am Gänsemarkt
Op 2 januari 1678 werd de Oper am Gänsemarkt geopend. Dit was het eerste commerciële operatheater buiten Venetië en bood ruimte aan 2000 toeschouwers. Lange tijd was de Oper am Gänsemarkt toonaangevend in Noord-Europa, maar uiteindelijk trad eind jaren 1720 het verval in. In 1738 kwam er een einde aan de Oper am Gänsemarkt als regulier operahuis en traden er in Hamburg alleen nog rondreizende Italiaanse operagezelschappen op. Het gebouw is in 1763 afgebroken.

### Nieuw theater aan de Gänsemarkt
In 1765 bouwde Konrad Ernst Ackermann aan de Gänsemarkt een nieuw theater voor 1600 bezoekers. Hier werden onder andere werken van Mozart en Salieri opgevoerd.

### Neues Stadt-Theater en Hamburgische Staatsoper
In 1825-1827 werd het theater van Ackermann vervangen door nieuwbouw aan de nabijgelegen Dammtorstraße. In dit zogenaamde 'Neues Stadt-Theater' vonden vele opera-uitvoeringen plaats, onder andere van Gioachino Rossini, Gaetano Donizetti, Giuseppe Verdi en Richard Wagner. In 1934 werd het theater hernoemd tot Hamburgische Staatsoper.
Van 1891 tot april 1897 was Gustav Mahler, als opvolger van Hans von Bülow, leider van de opera. In de twintigste eeuw zijn er talrijke beroemde dirigenten geëngageerd om de hoge kwaliteit van de uitvoeringen te verzekeren, waaronder Otto Klemperer, Eugen Jochum, Karl Böhm, Charles Mackerras, Marek Janowski, Christoph von Dohnanyi, Hans Zender, Gerd Albrecht en Ingo Metzmacher.
Tijdens de Tweede Wereldoorlog werd het gebouw grotendeels verwoest. Na de oorlog volgde de herbouw en in 1955 vond de heropening plaats.
Plácido Domingo heeft er sinds 1967 dikwijls gezongen (waaronder, in 1975, zijn eerste Otello onder leiding van de jonge James Levine), en zangers als Martha Mödl, Anneliese Rothenberger, Franz Grundheber, Kurt Moll, Hans Sotin en Hanna Schwarz zongen er eveneens geregeld.
Sinds 2005 is de Australische dirigente Simone Young algemene leider van de opera.
Het balletgezelschap van de opera van Hamburg wordt sinds 1973 geleid door John Neumeier.

## Beschrijving
De huidige zaal met een capaciteit van 1.690 plaatsen is voltooid in 1953, ter vervanging van het oude theater gebouwd door Karl Friedrich Schinkel, dat vernietigd was door de oorlog, en geniet een uitzonderlijke akoestiek en zicht.